# Richard Hooker
Hiester Richard Hornberger ml. (1. února 1924 Trenton, New Jersey, USA – 4. listopadu 1997 Waterville, Maine) byl americký spisovatel a chirurg, píšící pod pseudonymem Richard Hooker. Jeho nejznámějším dílem je román MASH (1968) založená na dramatických i zábavných zážitcích ze života chirurga během Korejské války. Napsal ji společně s W. C. Heinzem. Román se stal předlohou pro velmi úspěšný film MASH (1970) a o dva roky později pro stejnojmenný televizní seriál.

## Životopis

### Mládí
Narodil se v Trentonu v New Jersey. Navštěvoval Bowdoin College v Brunswicku, kde také studium úspěšně zakončil a kde se také stal členem studentského spolku Beta Theta Pi. Poté odešel na Cornell Medical School do New Yorku.

### Válka v Koreji
Po úspěšném ukončení školy byl povolán do války v Koreji a umístěn v 8055th MASH. Nebyli sice přímo na frontě, nicméně byli velmi blízko a blízkost bojů dosvědčoval i velký počet zraněných proudící do polní nemocnice. Mnoha zdejším lékařům zde bylo jen málo přes dvacet let a velmi často měli jen malé praktické chirurgické zkušenosti. Během bitev však dokázali ošetřit „až 1000 případů denně“. Podle vzpomínek Hornbergerových kolegů byla válka v Koreji silná, často ji popisovali jako peklo. Hornbergera popisovali jako výborného chirurga se skvělým smyslem pro humor. Ačkoliv Hornberger pojmenoval svůj stan „Bažina“ (The Swamp), stejně jako ve svém románu, byl politicky konzervativní.

### Návrat do USA
Po válce Hornberger pracoval na Ministerstvu pro záležitosti veteránů Spojených států amerických, poté odešel na soukromou praxi ve Waterwille v Maine. Nakonec se usadil v praxi na Broad Cove v Bremen v Maine. Jeho zkušenosti v 8055 MASH se staly základem pro budoucí román. Roku 1956 začal své vzpomínky vkládat do knihy. V šedesátých letech se setkal se svým bývalým kolegou z MASH a jeho manželkou (sestrou v jednotce), přičemž si večer u alkoholu vyprávěli příběhy z války. Hornberger později přiznal, že tento večer jej motivoval k dopsání rukopisu. Kniha byla odmítnuta několika vydavateli, proto začal spolupracovat se sportovním reportérem W. C. Heinzem na revizi. O rok později byla kniha vydána firmou William Morrow and Company pod pseudonymem Richard Hooker a byla velmi úspěšná.

#### Adaptace románu
Hookerův román byl zadaptován roku 1970 jako film režírovaný Robertem Altmanem. Byl nominován na pět Cen Akademie a vyhrál jednu – za nejlépe zadaptovaný scénář. Podle spisovatele Johna Baxtera byl „Hornberger tak rozzlobený, že prodal filmová práva za pouhých pár set dolarů, že už nikdy nepodepsal kopii knihy“. Seriál M*A*S*H byl natočen roku 1972. Hornberger údajně nemusel herce Alana Aldu jako Hawkeye, neboť stále upřednostňoval filmovou verzi, kterou hraje Donald Sutherland.

#### Pokračování MASH
Hornberger napsal pokračování MASH nazvané M*A*S*H Goes to Maine (M*A*S*H jde do Maine, 1972) a M*A*S*H Mania (1977), nicméně žádné z nich nemělo komerční úspěch originálu. Bylo to nejspíše proto, že zatímco originální MASH byl reakcí a vzpomínkami na Hornbergerovu službu v Koreji, pokračování se zaměřovalo na osudy lékařů z bažiny ve fiktivním městě Spruce Harbor v Maine od roku 1953 do sedmdesátých let 20. století. Pokusy o filmovou adaptaci M*A*S*H Goes to Maine selhaly. Pokračování jsou známá jemným humorem, stereotypními obyvateli Spruce Harbor a nostalgického pohledu na Maine a jeho obyvatele.
Mezi M*A*S*H Goes to Maine a M*A*S*H Mania bylo napsáno ještě 12 knih. Jsou podepsány „Richard Hooker a William E. Butterworth“, nicméně jsou napsány hlavně Butterworthem. Postavy cestují do Moskvy, New Orleans, San Francisca, Paříže atd. Tyto knihy byly napsány hlavně za účelem vydělání peněz na popularitě televizního pořadu a samotná kvalita děl byla nicotná. Děj byl přenesen do sedmdesátých let, avšak pokud bychom věřili původním popisům v první knize, byly by některé postavy již dost staré. Např. Margaret O´Houlihan by bylo již 60 let.

### Další život a smrt
Po úspěchu knihy a jejích televizních adaptací, se Hornberger stahuje do Waterville, kde pracuje jako chirurg do odchodu do důchodu roku 1988. Umírá 4. listopadu 1997 na leukemii ve věku 73 let.

## Dílo
1. MASH: A Novel About Three Army Doctors (1968), česky M*A*S*H aneb Jak to bylo doopravdy (1995)[5]
2. M*A*S*H Goes to Maine (červen 1971), česky M*A*S*H aneb Jak to bylo dál (1996)[6]
3. M*A*S*H Goes to New Orleans (s Williamem E. Butterworthem) (leden 1975), česky M.A.S.H. v New Orleansu (1996)[7]
4. M*A*S*H Goes to Paris (s Williamem E. Butterworthem) (leden 1975), česky M.A.S.H. v Paříži (1997)[8]
5. M*A*S*H Goes to London (s Williamem E. Butterworthem) (červen 1975), česky M.A.S.H. v Londýně (1997)[9]
6. M*A*S*H Goes to Morocco (s Williamem E. Butterworthem) (leden 1976)
7. M*A*S*H Goes to Las Vegas (s Williamem E. Butterworthem) (leden 1976)
8. M*A*S*H Goes to Hollywood (s Williamem E. Butterworthem) (duben 1976)
9. M*A*S*H Goes to Miami (s Williamem E. Butterworthem) (září 1976)
10. M*A*S*H Goes to San Francisco (s Williamem E. Butterworthem) (listopad 1976)
11. M*A*S*H Goes to Vienna (s Williamem E. Butterworthem) (červen 1976)
12. M*A*S*H Goes to Montreal (s Williamem E. Butterworthem) (1977)
13. M*A*S*H Goes to Texas (s Williamem E. Butterworthem) (únor 1977)
14. M*A*S*H Goes to Moscow (s Williamem E. Butterworthem) (září 1977)
15. M*A*S*H Mania (1977)